# Ardauli
Ardauli (en sard, Ardaule) és un municipi italià, dins de la província d'Oristany. L'any 2007 tenia 1.158 habitants. Es troba a la regió de Barigadu. Limita amb els municipis de Ghilarza, Neoneli, Nughedu Santa Vittoria, Sorradile, Tadasuni i Ula Tirso.

## Administració
| Període | Identitat       | Partit        |
| ------- | --------------- | ------------- |
| 2005-   | Roberto Putzolu | Llista cívica |